# Manaia Nuku
Pour les articles homonymes, voir Nuku.
Manaia Nuku est une joueuse néo-zélandaise de rugby à sept née le 3 septembre 2002 à Hamilton.

## Biographie
Elle a remporté avec l'équipe de Nouvelle-Zélande la médaille d'or du tournoi féminin de rugby à sept aux Jeux olympiques d'été de 2024, organisés à Paris.